# هیروکی آراتانی
هیروکی آراتانی (انگلیسی: Hiroki Aratani؛ زادهٔ ۶ اوت ۱۹۷۵) بازیکن فوتبال اهل ژاپن است.
از باشگاه‌هایی که در آن بازی کرده‌است می‌توان به باشگاه فوتبال کاوازاکی فرونتال، باشگاه فوتبال اوراوا رد دیاموندز، و باشگاه فوتبال کونسادول ساپورو اشاره کرد.